# Gothabhaya
Gothabhaya, (Meghavannabhaya o Goluamba) fou rei d'Anuradhapura (Sri Lanka) del 254 al 267. Era un lambakanna dels tres que havien arribat a altes funcions dins l'estat per decisió del rei Vijaya II. Gothabhaya va arribar a ministre de Finances de l'Estat (Tresorer Reial) i va arribar al poder mercès a que el seu company i antecessor Sanghabodi no va voler lluitar per defensar el tron per evitar morts.
Gothabhaya va pujar al tron però tenia por de la santedat de Sanghabodi i va posar preu al seu cap; molts caps li foren entregats però cap era el del rei sant. Un home pobre que sospitava on s'amagava el sant, instigat per la seva dona i motivat per la recompensa, va anar-lo a matar al korale (districte) de Siyane (al nord de Colombo); pel camí es va trobar amb un home (que era Sanghabodi però no el va reconèixer) amb el que va fer camí i va conversar i al que va revelar el que anava a fer; al arribar a Attanagalla (lloc on Sanghabodi residia) el home pobre va insistir en partir el menjar que portava (una mica d'arròs i de peix); Sanghabodi va agafar un grapat d'arròs i el va tirar al terra dient que si havia d'arribar a Buda, l'arròs arrelaria al moment i així va passar. Després va revelar la seva identitat al casa-recompenses i li va dir que fes el que havia pensat: portar el cap al meu "germà" (el rei); i en cas que sigui incrèdul, ja que probablement ho serà pels molts intents que s'hauran fet per enganyar-lo, posa el meu cap sobre una tela blanca, en una cadira, i el cap respondrà per si mateix"; com el pobre home s'havia penedit i rebutjava totes les riqueses al món si havia de ser culpable del acte que havia contemplat originalment, Sanghabodi es diu que va agafar el seu propi cap i va dir: "Si jo m'he de convertir en Buda puc separar el cap del meu cos" i així ho va fer i no va perdre la vida fins que el cap va estar a les mans del home pobre que el va portar a Anuradhapura, on, d'acord amb les instruccions, va demanar que fos posat en un drap blanc en una cadira; llavors es diu que el cap va moure els llavis i va cridar per tres cops: "Jo soc el rei Siri Sanghabo". Aquest miracle fou agafat per Gothabhaya com a prova de la identitat del cap i l'home pobre va retornar amb la seva dona com un home ric.
Després el rei es va dedicar a buscar el favor dels monjos que tenien gran influència entre les masses i calia assegurar-se la seva fidelitat. Va construir nou vihares entre les quals fou construïda a la roca Attanagalla, el lloc de residència de Sanghabodi, sent un edifici de cinc plantes i rodó, al qual es van dedicar diversos camps i poblets i es van destinar 1000 persones per cuidar-lo. Al cim es van crear centenars de petites habitacions per allotjar monjos i també es van fer gran sales i agradables passeigs, sales per dormir, per estar durant el dia i sales per resar tot rodejat per una paret. Al Lohapasada va arranjar els pilars amb idea de reconstruir-los i va construir una sala de meditació peripatètica. Va afegir una lleixa de pedra o cornisa a la paret circular del recinte de l'arbre sagrat, un porco a l'entrada nord, altars a l'entrada sud i pilars de pedra hexagonal als quatre cantons; també es van posar algunes estàtues de pedra de Buda a les tres entrades. Va reparar alguns edificis erigits pels seus predecessors. Un dia es van donar guarniments ornamentals a 30.000 monjos. Va crear un jardí i un sala a la porta del palau on cada dia se servien a nombrosos monjos arròs i altres coses com robes o dolços.
En aquest temps va reaparèixer l'heretgia wytuliana. Seixanta monjos del temple Abhayagiriya havien adoptat les doctrines wytulianes i foren agafats, excomunicats i desterrats a l'Índia; els seus llibres foren cremats.
El rei va encarregar l'educació dels seus dos fills Jettha Tissa i Mahasena i en especial a aquest segon (que era el més brillant dels dos) a un monjo de nom Sanghamitta procedent de Chola al sud de l'Índia que havia guanyat la confiança i admiració reial en una discussió entre Sanghamitta i un sacerdot de la pirivena (escola) de Sanghapala en presència de molts altres sacerdots reunits a la Thuparama. El favoritisme cap a Mahasena va provocar una gran gelosia a Jettha Tissa i un odi cap al preceptor.
A la mort de Gothabhaya el va succeir el seu fill gran Jettha Tissa I.